# Frezelle
Die Frezelle (auch: Frézelle) ist ein Bach in Frankreich, der im Département Vosges in der Region Grand Est verläuft. 

## Geographie

### Verlauf
Die Frezelle entspringt im südlichen Gemeindegebiet von Rouvres-la-Chétive, entwässert generell Richtung Norden und mündet nach rund 16 Kilometern beim Ort Fruze, im Gemeindegebiet von Soulosse-sous-Saint-Élophe, als linker Nebenfluss in den Vair.

### Orte am Fluss
(Reihenfolge in Fließrichtung)
- Rouvres-la-Chétive
- Jennevelle, Gemeinde Rouvres-la-Chétive
- L’Étanche, Gemeinde Rollainville
- Rollainville
- Fruze, Gemeinde Soulosse-sous-Saint-Élophe

## Sehenswürdigkeiten
- Alte Steinbrücke über die Frezelle aus dem 17. Jahrhundert in Rollainville – Monument historique[4]